# Louis Delétraz
Louis Delétraz, född den 22 april 1997 i Genève är en schweizisk racerförare. Han är son till formel 1-föraren Jean-Denis Délétraz.